# Disques Dreyfus
Disques Dreyfus é uma gravadora independente francesa fundada por Francis Dreyfus em 1978 que inicialmente se chamou Disques Motors, responsável por lançar a maior parte dos álbuns do compositor de música eletrônica Jean Michel Jarre ao longo de vinte anos. Também lançou discos de artistas como Patrick Juvet, Francoise Hardy e Gerard Lenormand 
Em 4 de janeiro de 2013, Disques Dreyfus encerrou suas operações enquanto gravadora independente. Atualmente,Sua logomarca e catálogo fazem parte da  BMG. 

## Artistas (lista parcial)
- Roy Haynes
- Ahmad Jamal
- Jean Michel Jarre
- Marcus Miller
- Michel Petrucciani
- Trio Esperança

## Ligações Externas
- Dreyfus Records Página Oficial
- Disques Dreyfus no Discogs
- como Disques Dreyfus no MusicBrainz
- como Dreyfus Records no MusicBrainz